# 久米田夏緒
久米田 夏緒（くめた なつお）は、日本の漫画家。
青森県出身。宮城県仙台市在住。青森県立青森商業高等学校、専門学校日本ビジネススクール仙台校（現・日本デザイナー芸術学院仙台校）卒業。高校時代に投稿した『バイサイレントフェスティバル』が、スクウェア・エニックスの第4回新世紀マンガ大賞に入選。日本デザイナー芸術学院仙台校の講師としても活動している。

## 作品リスト

### 連載
- ボクラノキセキ（『コミックZERO-SUM増刊WARD』No.5 - No.45、『コミックZERO-SUM』2015年10月号 - 連載中）

### 読み切り
- ボクラノキセキ（『コミックZERO-SUM増刊WARD』2007年Vol.18）
- 携帯寓話（『コミックZERO-SUM』2007年8月号）

### 書籍
- 『NEWSPARADE』一迅社〈ZERO-SUMコミックス〉、2005年2月25日発売、ISBN 978-4-7580-5129-3
- 『携帯寓話』一迅社〈ZERO-SUMコミックス〉、2008年2月25日発売、ISBN 978-4-7580-5336-5
- 『ボクラノキセキ』、一迅社〈ZERO-SUMコミックス〉2009年 - 、既刊32巻（2025年5月30日現在）